# Chers Parents
Pour plus de détails, voir Fiche technique et Distribution.
Chers Parents (Cari genitori) est un film italien réalisé par Enrico Maria Salerno, sorti en 1973.

## Synopsis
Une Italienne retrouve sa fille à Londres alors qu'elle était enfant la dernière fois qu'elle l'a vue.

## Fiche technique
- Titre français : Chers Parents[1]
- Titre original italien : Cari genitori
- Réalisation : Enrico Maria Salerno
- Scénario : Giuseppe Berto, Enrico Maria Salerno, Bruno Di Geronimo, Marco Leto et Lina Wertmüller
- Musique : Riz Ortolani
- Photographie : Dario Di Palma
- Montage : Mario Morra
- Production : Carlo Ponti
- Société de production : Compagnia Cinematografica Champion et Les Films Concordia
- Pays de production :  Italie et  France
- Genre : drame
- Durée : 94 minutes
- Date de sortie : 
  - Italie : 9 février 1973

## Distribution
- Florinda Bolkan : Giulia Bonanni
- Catherine Spaak : Madeleine
- Maria Schneider : Antonia
- Tom Baker : Karl
- Malcolm Stoddard : Joe
- Jean Anderson : Mme. G. Ward
- Susan Macready : Kathy

## Distinctions
Le film a reçu le David di Donatello de la meilleure actrice pour Florinda Bolkan.